# Jaskinia Lodowa w Zamczysku
Jaskinia Lodowa w Zamczysku – jaskinia w masywie Łysiny zwanej też Ścieszków Groniem (775 m n.p.m.) w Paśmie Łysiny w Beskidzie Małym. Długość korytarzy wynosi 59 m, głębokość 10 m.

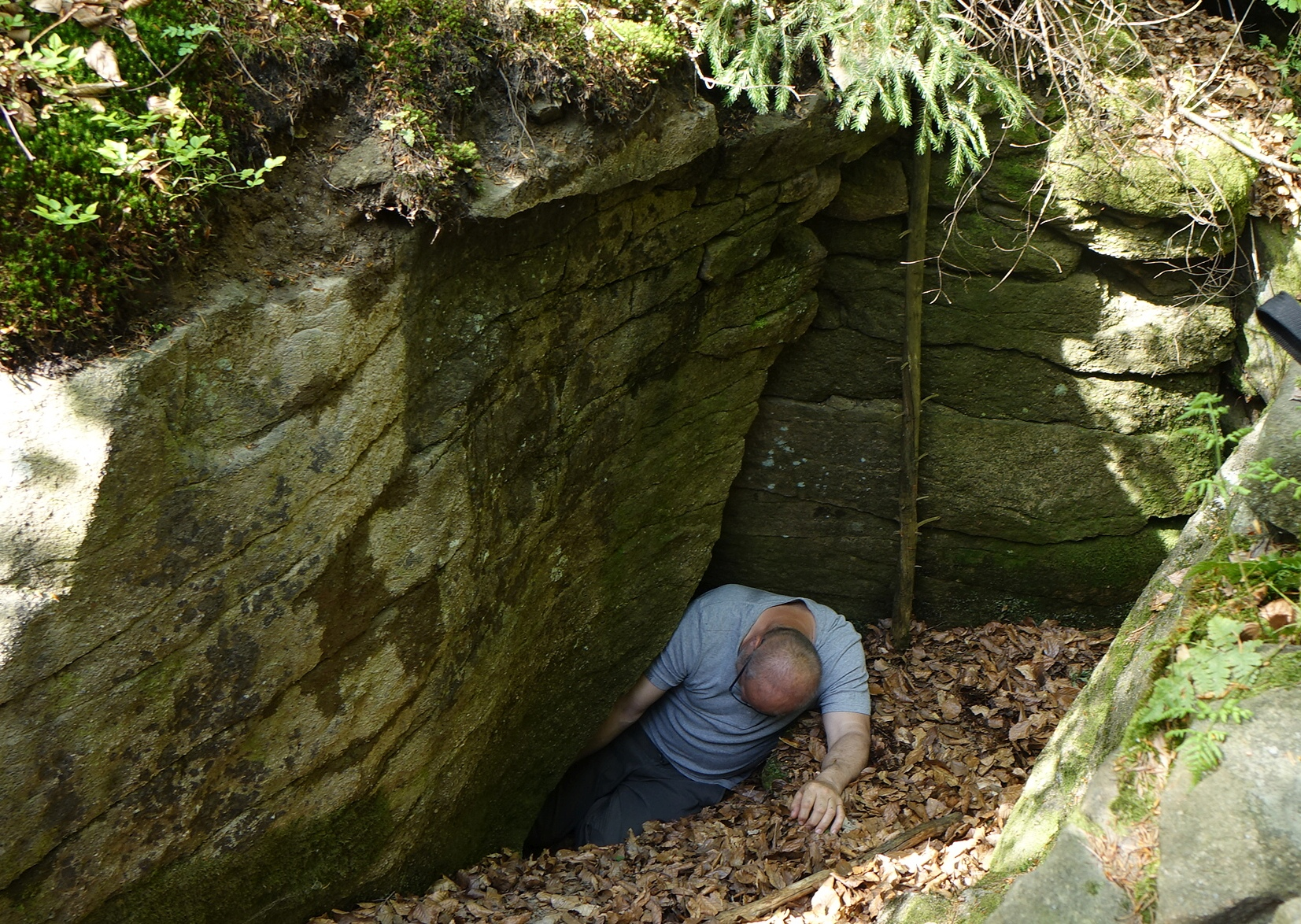
Wejście do jaskini

Jaskinia znajduje się na terenie wsi Łysina w województwie śląskim, w powiecie żywieckim, w gminie Łękawica. Wejście do jaskini leży na wysokości 718 m n.p.m. w grupie skał, zwanych Zamczyskiem, ok. 500 m na południowy wschód od szczytu Ścieszków Gronia, ponad dnem wyraźnego rowu rozpadlinowego. Jest jaskinią pochodzenia tektonicznego, a jej system korytarzy, zgrupowanych w trzy podstawowe ciągi, rozwinął się wzdłuż pęknięć i szczelin skalnych w budujących wzniesienie piaskowcach istebniańskich dolnych, zaliczanych do płaszczowiny śląskiej.
Otwór wejściowy znany był zapewne miejscowej ludności od dawna. W dniu 25 kwietnia 1999 roku został zauważony przez J. Ganszera i J. Pukowskiego i opisany jako dwumetrowej długości szczelina. Po raz pierwszy zbadana została 5 czerwca 2000 r. przez członka Speleoklubu Bielsko-Bialskiego A. Żerę.
Jaskinia Lodowa w Zamczysku jest najniżej położoną w Polsce jaskinią lodową. Nawet w najcieplejsze lata na głębokości 7 metrów poniżej wejścia utrzymuje się jęzor lodowy długości ok. 2 metrów i grubości przekraczającej 10 centymetrów. W pozostałych porach roku można tu obserwować znacznie bogatsze formy lodowe: draperie, sople, kolumny lodowe, polewy i pokrywy lodowe. Jest to jedyna znana obecnie jaskinia lodowa w całych polskich Karpatach poza Tatrami.
Od 2009 r. kompleks skał zwany Zamczyskiem (wraz z Jaskinią Lodową) objęty jest ochroną. Jest to stanowisko dokumentacyjne „Zamczysko na Ściszków Groniu”.